# لي يوان
لي يوان (بالصينية: 黎原) هو سياسي صيني، ولد في 1917، وتوفي في 18 ديسمبر 2008. حزبياً، نشط في الحزب الشيوعي الصيني. وقد انتخب عضو في اللجنة الوطنية لجمهورية الصين الشعبية خلال فترته النيابية ‏.